# Jean-Baptiste Van Cutsem
Pour les articles homonymes, voir Van Cutsem.
Jean-Baptiste Van Cutsem (Assebroek, 1807 - Bruxelles, 1859) fut un avocat, un magistrat et un député belge.

## Biographie
Sorti docteur en droit à l’Université de l’État de Gand en 1829, Jean-Baptiste van Cutsem s'inscrit comme avocat au barreau de Bruges la même année. Il est nommé substitut du procureur du Roi au tribunal de Courtrai en 1830, puis au tribunal de première instance d’Anvers en 1832 et passe procureur du Roi au tribunal de première instance de Courtrai en 1836. Il est élu par l'arrondissement de Courtrai membre de la Chambre des représentants de 1839 à 1848

## Sources
- J.L. DE PAEPE – Ch. RAINDORF-GERARD, « Le Parlement belge 1831-1894. Données biographiques », Bruxelles, Commission de la biographie nationale, 1996, p.553